# Antoine Ernst
Pour les articles homonymes, voir Ernst.
Antoine Ernst, né à Aubel le 20 mars 1796 et mort le 10 juillet 1841 à Boppard, est un juriste et homme politique belge.

## Biographie
Antoine Ernst est né dans la maison À l'Empereur qui se situe au centre d'Aubel au no 29 de la place qui porte son nom.
Il fut également professeur à l'université de Liège puis à la faculté de droit de l'université catholique de Louvain qui venait d'être fondée.
Il se tourna vers la politique. Il devint ainsi ministre de la Justice.
Après sa carrière politique, il reprit en 1839 l'enseignement universitaire, cette fois-ci dans la nouvelle université catholique de Louvain.
Il avait étudié le droit tout comme ses frères Jean et Antoine à l'école de droit de Bruxelles.
Antoine Ernst reçut son diplôme de droit de l'Université impériale à Bruxelles le 6 juin 1816 et commença une carrière au barreau. Il fut ensuite nommé le 13 février 1822 à l'époque du royaume uni des Pays-Bas professeur extraordinaire à la faculté de droit de l'université de Liège où son frère aîné enseignait déjà depuis l'origine de cette université.
Antoine Ernst et le baron d'Huart fit partie du cabinet des catholiques De Theux et De Mûelenaere, comme libéral. Mais l'unionisme allait bientôt disparaître alors, comme l'écrit Alphonse Le Roy, « lors de la création presque simultanée des deux universités libres » l'université catholique de Malines et l'université libre de Bruxelles.
Ernst remit en vigueur la peine de mort en 1835, alors qu'elle avait été supprimée de fait depuis la révolution belge. Comme on peut le lire dans un rapport présenté au Sénat français, en 1867, par M. de la Guéronnière : « En Belgique, pendant une période de cinq années, de 1830 à 1834, la peine de mort, quoique maintenue en droit, a été pratiquement abolie, et cependant les crimes entraînant cette peine ne se sont pas accrus. Toutefois, le gouvernement belge n'a pas jugé pouvoir prolonger l'expérience et l'échafaud, qu'on croyait abattu, s'est relevé ».
Il meurt le 10 juillet 1841 à Boppard en province de Rhénanie à l'établissement hydrosudopathique  du docteur Schmidt lors d'un voyage qu'il fit pour se faire soigner à Heidelberg.
Son frère Gérard Ernst (1782-1842) fut également professeur à l'université catholique de Louvain.
Il est l'auteur de plusieurs articles de droit publiés dans la revue Thémis.